# Edward Lawry Norton
Edward Lawry Norton (Rockland, Maine, 28 de julio de 1898 - Chatham, Nueva Jersey, 28 de enero de 1983) fue un ingeniero y científico empleado de los Laboratorios Bell. Es conocido principalmente por enunciar el Teorema de Norton, que lleva su nombre. Sirvió como operador de radio en el U.S Marina entre 1917 y 1919. Asistió a la Universidad de Maine durante un año antes y un año después de su servicio durante la guerra, luego fue trasladado a M.I.T. 
En 1920, recibiendo su S.B.Grado (ingeniería eléctrica), en 1922. Empezó a trabajar en 1922 en la Western Electric Corporation en la ciudad de Nueva York, que más tarde se convirtieron en los laboratorios Bell en 1925. Mientras trabajaba para la Western Electric, M.A. obtuvo un grado en ingeniería eléctrica de la Universidad de Columbia en 1925. Se retiró en 1961 y falleció el 28 de enero de 1983 en la King James Nursing Home en Chatham, Nueva Jersey.

## Patentes de Norton
Norton se convirtió en un miembro de la Acoustical Society de América y del IRE (estos últimos en 1961). En su biografía de 1954, que se reproduce por cortesía de los Archivos de AT & T, dice que él tenía 19 patentes; De los cuales sólo 18 han sido encontrados en el registro U. S. PTO:
| Fecha de presentación | Fecha de aprobación | Número de patente | Título                            | Comentario                  |
| 24/11/1924            | 21/08/1928          | 1,681,554         | Filtro de onda                    | -                           |
| 25/11/1924            | 07/04/1931          | 1,799,634         | Transmisión en onda               | -                           |
| 12/05/1925            | 16/04/1929          | 1,708,950         | Filtro de ondas eléctricas        | -                           |
| 18/05/1925            | 02/07/1929          | 1,719,484         | Sistema de transmisión portadores | -                           |
| 31/03/1926            | 03/04/1928          | 1,664,755         | Red eléctrica                     | -                           |
| 23/09/1926            | 13/09/1927          | 1,642,506         | Sistema de transmisión de onda    | -                           |
| 30/10/1926            | 29/10/1929          | 1,733,554         | Dispositivo magnético             | -                           |
| 14/05/1927            | 17/02/1931          | 1,792,497         | Dispositivo vibrador de sujeción  | Conjunta con A. C. Keller   |
| 16/04/1929            | 13/01/1931          | 1,788,538         | Filtrado de circuitos             | -                           |
| 31/05/1929            | 17/02/1931          | 1,792,655         | Reproductor de sonido             | -                           |
| 29/07/1932            | 17/04/1934          | 1,954,943         | Red de transmisión de onda        | -                           |
| 19/05/1934            | 05/11/1935          | 2,019,624         | Atenuación ecualizador            | -                           |
| 16/08/1934            | 06/04/1937          | 2,076,248         | Filtro de onda                    | -                           |
| 30/09/1936            | 03/05/1938          | 2,115,826         | Impedancia transformador          | -                           |
| 12/05/1937            | 16/08/1938          | 2,126,915         | Red de transmisión de onda        | -                           |
| 18/10/1938            | 21/05/1940          | 2,201,296         | Sistema telefónico                | Conjunta con A.A. Lundstrom |
| 17/09/1941            | 20/07/1943          | 2,324,797         | Amplificador de diferencial       | -                           |
| 07/07/1947            | 15/02/1955          | 2,702,186         | Acelerómetro                      | Conjunta con G.A. Head      |

## Documentos publicados por Norton
Ha publicado tres documentos durante su vida, ninguno de los cuales menciona el teorema enunciado por él:
| Fecha         | Título                                                             | Diario                        | Tomo | Páginas | Comentarios                |
| Abril de 1937 | Redes de resistencia constante con aplicaciones a grupos de filtro | Bell System Technical Journal | 16   | 178-193 | Biografía de la página 250 |
| Junio de 1942 | Contador de fluidos magnéticos                                     | Bell Laboratories Record      | 20   | 245-247 | Biografía de la página 263 |
| Abril de 1945 | Mediciones dinámicas de dispositivos electromagnéticos             | Transacciones AIEE            | 64   | 151-156 | -                          |

## Otros trabajos
Norton escribió 92 memorandos técnicos (TMs en Bell Laboratories). Norton debido a la falta de publicaciones, prefirió trabajar y dejar de darse notoriedad.
Aplicó sus conocimientos profundos de análisis de circuitos a muchos campos, y después de la Segunda Guerra Mundial trabajó en los sistemas de guía de misiles Nike.
El 11 de noviembre de 1926, él escribió la nota técnica Diseño de Redes para frecuencia uniforme finita característica, que se reproduce por cortesía de los Archivos de AT & T, que contiene el siguiente párrafo en la página 9.
Dicho párrafo define claramente lo que hoy es conocido como el circuito Norton equivalente. Norton nunca publicó este resultado o mencionado en ninguna de sus 18 patentes y 3 publicaciones. En Europa, es conocida como el circuito Mayer - Norton equivalente. El ingeniero de telecomunicaciones alemán Hans Ferdinand Mayer publicó el mismo resultado en el mismo mes que Norton su memoria técnica.